# Kite Liberator – Angel of Death
Kite Liberator – Angel of Death ist Animefilm aus dem Jahr 2007 und der Nachfolger von Kite.

## Inhalt
Bei einem Amoklauf wird ein kleines Mädchen von einem Pädophilen entführt. Der Mann versteckt sich mit dem Mädchen auf einer öffentlichen Toilette. Als die Polizei das Mädchen retten will, kommt plötzlich ein Stromausfall. Auf einmal erscheint die junge Monaka Noguchi. Sie kann den Täter überwältigen und das Mädchen retten. Aber erst jetzt beginnt für Monaka das unglaubliche Abenteuer.

## Produktion und Veröffentlichung
Regie führte Yasuomi Umetsu, der auch das Drehbuch schrieb. Die Produzenten waren Mariko Kusuhara, Osamu Koshinaka und Yōko Hayama. Die Musik komponierte Tomohisa Ishikawa. Der Film kam am 21. März 2008 raus. Am 1. Oktober 2010 erschien der Film in einer ungekürzten Fassung mit der Altersfreigabe „keine Jugendfreigabe“ in Deutschland.

## Synchronisation
| Charaktere          | Japanische Sprecher | Deutscher Sprecher |
| ------------------- | ------------------- | ------------------ |
| Akiyama             | Hiroki Yasumoto     | Andreas Müller     |
| Azuki Noguchi       | Kei Shindō          | Daniela Reidies    |
| Apollo 11-Passagier | Kotarō Nakamura     | Sven Gerhardt      |
| Monaka Noguchi      | Marina Inoue        | Nicole Hannak      |
| Manatsu Mukai       | Akemi Okamura       | Isabelle Schmidt   |
| Rin Gaga            | Masakazu Morita     | Michael Pink       |
| Kōichi Doi          | Setsuji Sato        | Michael Bauer      |

## Rezeption
- Lexikon des internationalen Films: „Nachfolger des berüchtigten Kurztrickfilm-Zweiteilers ‚Kite – Ein gefährliches Mädchen‘ (1998), der seine krude Rache-Geschichte mit sexuellen Anzüglichkeiten und brutaler Gewalt auflädt, dabei inhaltlich aber nicht annähernd mit der formal überdurchschnittlichen Umsetzung mithalten kann.“[4]